# Karynn Moore
 (février 2022).
Pour les articles homonymes, voir Moore.
Karynn Moore est une actrice américaine, née en 1989 à Fort Lupton en Colorado.

## Biographie
Karynn Moore est née en 1989 à Fort Lupton en Colorado.
En 2009, elle apparaît dans le court métrage Meanwhile, at the Plaza de David H. Steinberg, avant d'être engagée dans le thriller The Devil Within de Tom Hardy (2010).
En 2011, elle est révélée dans le rôle de Catherine Hale dans le film dramatique De l'eau pour les éléphants (Water for Elephants) de Francis Lawrence.
En 2012, elle est Harper, la meilleure amie de Lulu — interprétée par Meagan Tandy, dans les douze épisodes de la série télévisée Jane by Design, diffusée sur ABC Family.
En 2014, elle incarne l'actrice Alicia Silverstone dans le téléfilm biographique Brittany Murphy : La Mort suspecte d'une star (The Brittany Murphy Story) de Joe Menendez, pour la chaîne Lifetime.
En 2018, elle est mère désespérée dans Ma fille, kidnappée à 4 ans (Stolen) de Don E. FauntLeRoy.

## Filmographie

### Cinéma
- 2010 : The Devil Within de Tom Hardy : Casey
- 2011 : De l'eau pour les éléphants (Water for Elephants) de Francis Lawrence : Catherine Hale
- 2015 : The Party Is Over de Vahe Gabuchian : Noel
- 2015 : Messina High  d'Owen Drake : Mary
- 2018 : Odds Are de Peter Markle : Tracy

### Courts métrages
- 2009 : Meanwhile, at the Plaza de David H. Steinberg : Faith
- 2011 : Buttons in the Ground d'Andrew Fisher : Jacki
- 2016 : Jumping for Glory de Leah Cronican : l'amatrice des cochonnets sauteurs
- 2017 : Stuffed de Leah Cronican : Marcie
- 2018 : All Dolled Up! de Leah Cronican : Marcy

### Téléfilms
- 2011 : Cinema Verite de Shari Springer Berman et Robert Pulcini : Crow
- 2014 : L'Île du mensonge (Presumed Dead in Paradise) de Mary Lambert : Amber
- 2014 : Brittany Murphy : La Mort suspecte d'une star (The Brittany Murphy Story) de Joe Menendez : Alicia Silverstone
- 2018 : Ma fille, kidnappée à 4 ans (Stolen) de Don E. FauntLeRoy : Alisha Barnes
- 2020 : Une adoption dangereuse (Long Lost Sister) de Lisa France : Carlyn
- 2020 : Piégée sous leur toit (The Captive Nanny) d'Amy S. Weber : Chloe

### Série télévisée
- 2010 : Huge : Morgan Lake / Callie (2 épisodes)
- 2012 : Jane by Design : Harper (12 épisodes)
- 2012 : Prom Queen : la juge du bal (saison 3, épisode 1 : Destiny)
- 2013 : Twisted : Regina Crane (3 épisodes)
- 2014 : Farmed and Dangerous : Sophia Marshall (mini-série, 4 épisodes)
- 2016 : Mary + Jane : Felicity (saison 1, épisode 4 : Jenéeuary)
- 2017 : James Blondes : l'invitée effrayée (saison 1, épisode 2 : Hangry)

## Voix française
- Noémie Orphelin[1] dans (les téléfilms) :
  - Ma fille, kidnappée à 4 ans
  - Une adoption dangereuse
  - Piégée sous leur toit